# Ana Animal
Ana Luiza dos Anjos Garcez (São Paulo, 8 de outubro de 1962) é uma corredora brasileira. Abandonada pela mãe quando ainda era um bebê, cresceu na Creche Baroneza de Limeira. Aos 16 anos, foi obrigada a deixar o local por conta da idade e passou a morar em uma casa de família. Quase seis meses depois, Garcez roubou o que conseguiu da casa e foi morar nas ruas. Sem dinheiro para se sustentar, começou a usar drogas para lidar com a dura realidade das ruas de São Paulo.
Em 2000, Ana Luiza passou a morar no Ginásio Geraldo José de Almeida, mais conhecido como Ginásio do Ibirapuera, a convite do governo do estado de São Paulo. Em troca disso, treinaria com o preparador físico Wanderlei Oliveira. Hoje, mais conhecida como Animal - apelido que adquiriu quando vivia nas ruas -, é uma das maiores corredoras do Brasil e acumula centenas de prêmios. Seu reconhecimento na corrida ultrapassa as fronteiras: as mais de 500 medalhas demonstram essa relevância dentro e fora do país.

## Vida pessoal

### Infância
Desde o início da sua vida, Ana Luiza Garcez enfrentou várias dificuldades. Assim que nasceu, foi abandonada por sua mãe. Em uma caixa de sapato, Ana Luiza e sua irmã gêmea, Ana Maria, foram deixadas na rua. Segundo conta, foram resgatadas e levadas para a Fundação Centro de Atendimento Socioeducativo ao Adolescente (Fundação CASA) - antes conhecida como Fundação Estadual para o Bem Estar do Menor (Febem), onde teria morado até os 16 anos.
No entanto, na Fundação Casa não há registros de Ana Luiza ou de Ana Maria. Segundo informações disponíveis, as gêmeas foram deixadas na portaria da Creche Baroneza de Limeira, uma instituição filantrópica localizada em frente ao Aeroporto de Congonhas, que hoje atua em convênio com a Prefeitura Municipal de São Paulo e atende 800 crianças.
Em entrevista ao projeto WikiAfro, Ana Luiza contou que a estadia no local não foi fácil. Sofreu e apanhou durante anos. Estudou na primeira série por dez anos, dos 6 aos 16, e ouviu da professora que não sabia nada, que era burra.
Um exame médico feito no Serviço de Saúde Escolar da Secretaria de Estado dos Negócios da Educação quando ela tinha 13 anos, constatou que Ana Luiza tinha uma deficiência mental. Seu QI era 55 e sua idade mental era de 7 anos e 2 meses. O laudo finalizava informando que Ana necessitava de ensino especializado, o que nunca recebeu.
Aos 11 anos, aprendeu a cuidar de crianças, mas não teve a oportunidade de ser cuidada por alguém. Conforme relevou em entrevistas, apanhou no rosto, sofreu com beliscões, recebeu chineladas e urinou na cama até os 16. Quando ganhava algum presente, como uma boneca, devolvia sua dura realidade ao objeto: arrancava os cabelos e os braços.
O domingo era o pior dia da semana, pois as meninas podiam receber visitas. Garcez não sabia o porquê de as outras terem visitas e ela não. Para ela, domingo não era o dia de visita, mas, sim, o dia de isolar-se e ficar perambulando pelos cantos. Da época de criança, só guardou a tristeza.

### Adolescência
Na década de 1970, o responsável dos Juizados da Infância e Juventude levou a mãe das gêmeas para um encontro, no entanto, as filhas não reconheceram a mulher e alertaram que não queriam ter contato com ela.
Assim que completou 16 anos, Ana precisou deixar a Creche, por ter atingido a idade máxima permitida no local. Logo em seguida, perdeu contato com sua irmã gêmea, não quis se aproximar de sua mãe - mesmo com as tentativas da genitora. Mesmo depois de quarenta anos, Ana Luiza não tentou encontrar Ana Maria. Se tivesse uma condição financeira melhor, ela confirma que a procuraria e arranjaria um bom lugar para morarem juntas.
Quando saiu da Creche Baroneza, em 1980, arrumaram-lhe um emprego como doméstica em uma casa de família localizada em um em um bairro nobre da capital paulista. Ana Luiza fazia a limpeza da casa, lavava e passava as roupas, além de preparar as refeições. Apesar de tantas tarefas, não recebia salário – trabalhava em troca de comida e abrigo.
Após seis meses e acreditando que ganhava muito pouco pelo seu esforço e dedicação, Garcez decidiu roubar a família. Um dia, depois que a dona da casa saiu para trabalhar, ela revirou o imóvel à procura de dinheiro e, não encontrando, encheu três malas de viagem com tudo o que achava ter valor.
Um funcionário do Corpo de Bombeiros que havia próximo à casa acreditou que Ana Luiza estava indo viajar e lhe ofereceu ajuda para entrar com as malas em um ônibus com destino à Praça da República, no centro da cidade de São Paulo. Lá chegando, compartilhou os itens roubados com moradores de ruas, fazendo o mesmo ao chegar à Praça da Sé.
Conforme relata, ficou apenas com cobertores, temendo o frio das noites paulistanas. Com a filantropia, Garcez conquistou a simpatia dos meninos da rua e passou a ser líder de uma gangue.

### Relacionamentos
Além de não ter vínculos com nenhum membro de sua família, Ana Luiza também nunca se relacionou amorosamente com ninguém. A corredora afirma não sentir falta de uma companhia romântica. E vai além: não deixa ninguém chegar perto, correndo o risco da pessoa “levar um chute”.
Ana Luiza não gosta de falar sobre relacionamentos e logo desconversa. Ela, que diz já ter sofrido muito, se considera uma pessoa livre, sem espaço para assuntos do coração.

### Vida nas ruas
Ana Luiza viveu em situação de rua por 20 anos. Fez de sua casa lugares como a Praça da Sé, o Elevado Presidente João Goulart, popularmente conhecido como Minhocão, a Praça da República e até os bancos do Parque Ibirapuera.
Os primeiros meses morando na rua não foram fáceis. O medo e a insegurança foram estopim para Ana Luiza entrar no mundo das drogas: cheirou cola, benzina, cocaína, éter e creolina. Fumou maconha, injetou heroína nas veias, experimentou crack, mas deste último afirma não ter gostado. Para se aquecer e esquecer a fome, Garcez colocava a droga sob os olhos, a fim de que o efeito fosse mais rápido.
Conhecida nas ruas como Tia Punk, a futura atleta era a líder de uma gangue de meninos que, sob o seu comando, roubavam, assaltavam e traficavam drogas. Durante muitos anos, fez do Chafariz do Complexo Nove de Julho sua fonte de água para banho, lavagem das roupas e preparo de refeições. Fornecia alimento para os meninos que, para devolver o favor, roubavam o que ela queria. A relação não era como a de um chefe e seus empregados, assemelhando-se mais à de uma mãe que protege e cuida dos filhos.
Com a gangue, Ana Luiza ia para o bairro do Morumbi escolher casas grandes e aparentemente vazias para “fazer varal”: depois de bater palmas duas vezes e constatar que não havia ninguém no imóvel, usavam uma chave micha para entrar, tomavam banho, roubavam as roupas do varal, substituindo as roupas sujas que usavam. A prática acontecia com frequência.
Nessa época, Ana Luiza portava um revólver e o utilizava para assaltar pessoas na região da República. Aplicando um “gogó” – a vítima era surpreendida por trás, tinha seu pescoço envolvido como em um estrangulamento e o revólver tocava suas costas – anunciava o assalto. Às vezes, ela repetia a ação sem a arma, usando o dedo como se fosse o instrumento.
Por um breve período, Ana Luiza saiu das ruas. Uma travesti, dona de uma boate no centro onde ela fazia limpeza e também podia se alimentar, ofereceu abrigo em sua casa, no município de Santo André, na região do grande ABC. Depois da morte da hóspede, voltou a morar nas ruas.

### Tentativas de estupro
O universo das ruas torna-se mais difícil ao anoitecer. Por ser a única mulher no meio de tantos garotos, Ana Luiza era alvo constante dos predadores sexuais. Por três vezes sofreu tentativas de estupro, uma delas, segundo relata, de um policial civil.
Em uma primeira ocasião, enquanto dormia próximo ao Edifício Gazeta, na Avenida Paulista, um homem notou a presença de Ana Luiza entre os meninos, identificando-a como mulher pelas tranças que tinha feito nos cabelos. Era uma noite quente e ela não estava usando um cobertor. De repente, sentiu que o homem passava o pênis em sua pele. Logo, acordou os meninos da gangue que, junto da líder, lincharam o homem.
Ana Luiza revela ter sofrido a segunda tentativa de estupro por um membro da Polícia Civil, que a pressionou para confessar um roubo. Tentando escapar da situação e afirmando não ter dinheiro com ela, Garcez conta que o policial queria forçá-la a manter relações sexuais. Com a negativa, recebeu socos que quebraram dentes e deixaram cicatrizes. Ela não denunciou o caso às autoridades competentes.
A terceira vez ocorreu na Estação da Luz. Sozinha, Ana Luiza foi abordada por três homens enquanto dormia. Os homens falavam que iam estuprá-la, mas um a reconheceu e convenceu os demais a não fazerem nada com ela. Até hoje, Animal acredita que se não fosse aquele homem, o resultado poderia ter sido diferente.
Após essas experiências, Ana Luiza deixou as tranças de lado, raspou os cabelos e trocou os vestidos e minissaias por roupas masculinas. Decidiu andar como homem para não ser molestada por ninguém.

### Drogas e seus efeitos
As drogas causaram em Ana Luiza efeitos colaterais intensos e quase fatais. Certa vez, em um delírio provocado pelas drogas, ela subiu no Viaduto do Chá, no Vale do Anhangabaú, e quase se jogou. Em sua alucinação, viu um ser extraterrestre, que a convidava para voar junto dele. Garcez foi salva por um homem que a puxou, colocando-a em segurança.
Por causa das drogas, Ana Luiza costumava ouvir vozes que a chamavam, às vezes a visão era de policiais, o que a amedrontava. Sempre que olhava para um espelho, o quebrava com socos, porque acreditava que era alguém que estava lhe observando. Em resultado, constantemente estava com as mãos machucadas.
Em outro momento, as drogas quase cobraram o preço máximo de Ana Luiza: a sua vida. Ela conta que, certo dia, sentiu uma intensa dor na cabeça e em um dos ouvidos, seu braço e sua perna esquerda estavam paralisados. Então, pediu socorro à Tia Help, uma assistente social que prestava ajuda aos moradores da rua.
Levada ao hospital, onde ficou um tempo fazendo exames e se recuperando, ouviu dos médicos que se não parasse com as drogas, morreria. Aquele momento deu a força que ela precisaria ter em breve, para largar definitivamente as drogas.

### Começo da mudança
No início dos anos 1990, Ana Luiza estava sentada em frente a uma loja na rua 7 de Abril, no centro de São Paulo, enrolada em um cobertor e cheirando cola. Através da vitrine do estabelecimento, assistia à programação da televisão. De repente, por volta das 15h, viu uma cena do filme “Carruagens de Fogo” (1981), em que atletas corriam na praia. Aquelas imagens não saíram da cabeça de Garcez e mudariam a sua vida para sempre.

## Carreira

### Início na corrida
Ana Animal não queria mais aquela vida nas ruas permeada por drogas, e o filme “Carruagens de Fogo” (1981) foi decisivo para a transformação de sua realidade. À noite, após se hospedar em um hotel barato - pago com dinheiro que roubou -, a cena da corrida do longa-metragem voltava à sua cabeça. Já que corria sempre da polícia, Garcez pensou que poderia se tornar uma corredora.
Pouco depois do episódio, em 1996, viu uma propaganda sobre uma maratona que aconteceria em São Paulo. Como sempre falava sobre a sua vontade de correr, os meninos da gangue a desafiaram a participar de tal maratona. Determinada a realizar a corrida, Animal pediu aos garotos que roubassem shorts, camisa, meias, um tênis tamanho 35/36 e dinheiro, para que ela pudesse se inscrever na competição.
Apesar de o tênis ficar apertado, causando muita dor durante toda a corrida, Garcez correu uma maratona cuja distância ela sequer sabia. O que a motivava era o desafio que os meninos lhe fizeram. Não suportava que alguém duvidasse do seu potencial.
Para cumprir o desafio, cortou caminho porque não sabia correr e até chegou a se desentender com outra participante, que queria denunciá-la por não completar o circuito da maneira esperada. Durante o trajeto de 42.195 m, cheirou cola e foi uma das últimas a terminar o longo percurso. Ao final, entregou sua medalha para um dos meninos da gangue e roubou outra para si.
Depois de 6h30min de prova, estava tão exausta, que precisou ser atendida em um posto médico. Ana Luiza conta que ficou com dores no corpo por cinco dias. Mas o cansaço não a desmotivou. Ao contrário, a partir daquele momento, decidiu que sua vida mudaria - agora correria para se livrar das drogas.
Em 1998, Animal apareceu em uma reportagem sobre moradores de rua, do programa de Gugu Liberato, no SBT. Na ocasião, comentou sobre a sua paixão pela corrida e os desafios das ruas. Também chegou a aparecer no “Fantástico”, da TV Globo, enquanto o programa fazia uma matéria sobre moradores de rua na Avenida Nove de Julho, em São Paulo, durante o Natal.
Ana Luiza não passou despercebida e chamou a atenção de Fausto Camunha, que era secretário municipal de esportes de São Paulo na época. Camunha espantou-se com a forma que Animal respondia às perguntas do apresentador e pediu para que seus assessores a localizassem. Para ele, a moradora de rua queria realmente mudar de vida e realizar o sonho de correr.
Após os assessores entrarem em contato com ela, Garcez foi até o gabinete de Camunha, embora desconfiada de suas intenções. Ao final, o secretário de esportes propôs que ela morasse no Centro Olímpico, para que pudesse ser cuidada - passar por consultas com médicos, dentistas e tudo o que necessitava para se tornar atleta, ficar limpa das drogas e tratar os problemas que adquiriu por comer restos dos lixos enquanto vivia pelas ruas.
O mesmo convite foi feito aos cinco meninos da gangue de Animal, mas apenas ela aceitou. Dois anos depois, teve de deixar sua nova casa a pedido de Maria Paula Gonçalves da Silva, que era secretária nacional de esportes de alto rendimento e atuava no Centro Olímpico de Treinamento e Pesquisa, onde Garcez morava. A ex-estrela do basquete Magic Paula informou à Ana Luiza que a decisão da Secretaria foi de que ela não poderia mais ficar no ambiente.
Depois da partida de Animal para o Ginásio do Ibirapuera - ajeitado por Fausto Camunha -, Paula tentou uma reconciliação, mas Ana nunca mais quis conversar com a jogadora. Desde então, Ana Garcez mora no Ginásio do Ibirapuera, há mais de 20 anos, graças a uma permissão especial do governo do estado de São Paulo. Com um auxílio governamental, outras pessoas também residem no lugar, por motivos diferentes.
Dentre a equipe destinada a amparar a futura corredora, Wanderlei Oliveira se destacou. Camunha pediu para que Wanderlei - diretor de esporte do Pão de Açúcar Club à época – treinasse Animal, mas ele não queria, acreditava que ela não poderia ser atleta. No entanto, não teve escolha. Foi praticamente enquadrado na pista de atletismo do Estádio Ícaro de Castro Mello, no Conjunto Desportivo Constâncio Vaz Guimarães, no Ibirapuera, pelo governador do Estado da época, Mário Covas.

### Destaque na corrida
Quando começou a correr, teve recaídas. Com tempo e muita dedicação, Animal abandonou as drogas e se dedicou integralmente ao esporte. Assim, acumula medalhas e resultados expressivos.
Além de diversos títulos em provas de rua, Ana Luiza é recordista brasileira na categoria máster - a partir de 40 anos - nos 800, 1.500 e 5.000 metros. Na São Silvestre de 2003, consagrou-se campeã na categoria máster.

### Corridas internacionais
Animal também fez história no cenário internacional. Com a corrida, Ana viajou o mundo. Esteve nos Estados Unidos, na Argentina, na África do Sul, no Uruguai, no Chile, no Japão, na Colômbia, no Peru, no México, em Cuba, na França, na Inglaterra, na Escócia e em outros países do continente europeu.
Foi vice-campeã geral da meia maratona de Buenos Aires, na Argentina (2004), terminando a competição com seu melhor tempo: fez os 21 km em 1h22min.
Já em 2006, foi campeã geral da meia maratona de Santiago, no Chile. Um ano depois, participou da meia maratona da Disney pela primeira vez e ficou emocionada ao ver os personagens mais emblemáticos no parque de diversão Magic Kingdom. Mesmo com a novidade e a distração dos desenhos, conseguiu ser vice-campeã de sua categoria.
Nos Estados Unidos, em 2009, participou de duas meias maratonas - Disney e Miami - na categoria máster, com um intervalo de 15 dias entre as provas. Na primeira, venceu; em Miami, Ana conquistou o quarto lugar na categoria geral. Já em Nova York, no ano de 2012, ficou na segunda posição também na categoria geral.
Em 2013, Ana Luiza foi a campeã da categoria 50-59 anos na meia maratona da Two Oceans, na Cidade do Cabo, África do Sul. O difícil percurso, repleto de aclives, não intimidou a corredora, que afirma gostar de subidas.
Para onde vai, Animal atrai o pódio. No Gay Games em Paris, na França (2018), ganhou três medalhas de ouro: na corrida de rua 10 km ficou no primeiro lugar de sua categoria - 50 anos - e da geral; na corrida de rua 5 km, também ficou em primeiro lugar; por fim, na meia maratona, ganhou o primeiro lugar em sua categoria e chegou em 3º no ranking geral. Na época, o evento reuniu mais de 10 mil atletas de 91 países.
Apesar de ser reconhecida fora do Brasil, no País, não recebeu apoio para ir ao Gay Games. A inscrição nos jogos de Paris foi bancada pelo jornalista Chico Felitti e a amiga Rosana Brambilla deu à Animal 40 maçãs do amor, com a finalidade de vender e tentar arrecadar algum dinheiro. Não recebeu apoio nem incentivo algum de confederações, federações ou clubes - todos os gastos ficaram por conta dos atletas.
De todos os destinos, Animal não voltaria apenas para um: Cuba. Os motivos que levaram a atleta a não querer pisar no país são muitos, dentre eles destacam-se a má organização do evento, a demora para o atendimento e a estadia em um lugar escuro. Por mais que não tenha gostado da experiência, Garcez ganhou a prova, contudo, nunca recebeu o dinheiro que havia sido prometido pela vitória.

## Prêmios
Desde o início da sua carreira na corrida, em 1998, Animal coleciona vitórias. Em seu alojamento no Ginásio do Ibirapuera, ela expõe boa parte dos troféus e medalhas que conquistou nessas décadas. O número de condecorações já ultrapassa 500 e, além das que estão à vista, muitas outras estão guardadas em malas. Nem Ana Luiza sabe precisar o número de prêmios que já recebeu.
Dentre as conquistas, destacam-se o primeiro lugar em sua categoria na São Silvestre de 2003; o segundo lugar geral na meia maratona de Buenos Aires, em 2004; o primeiro lugar geral na meia maratona de Santiago, em 2006; o segundo lugar na categoria máster da meia maratona da Disney, nos Estados Unidos, em 2007; o primeiro lugar na categoria máster da meia maratona da Disney, em 2009, e o quarto lugar geral na meia maratona de Miami, no mesmo ano.
Em 2010, foi campeã da Meia Maratona de Halloween de Miami e campeã da categoria 13.1 Fort Lauderdale. Em 2012, ficou em segundo lugar na Meia Maratona de Nova York. No ano de 2017, Animal foi campeã dos 800m, 1500m, 5 km e 10 km no Grand Prix Mercosul – Master de Atletismo, disputado no Paraguai. Em seguida, conquistou o primeiro lugar na Nat Geo Run, foi campeã dos 10 km do Graacc e da categoria 52-60 anos do New Balance Mile Challenge.
Na Gay Games de Paris Ana Luiza foi a primeira brasileira a conseguir 3 medalhas de ouro – venceu os 5 km e os 10 km na categoria feminina e a meia maratona na sua categoria, ficando em terceiro no ranking geral.

## Curiosidades
Emoção é o que não falta na trajetória de Ana Luiza Garcez. De ex-moradora de rua à atleta reconhecida internacionalmente, a corredora também conta com uma vasta lista de curiosidades sobre sua vida.

### Apelidos
Ana Luiza não só acumula prêmios como também tem mais de um apelido. Quando vivia nas ruas, logo no começo, recebeu o apelido de Tia Punk, fruto de sua paixão pelo rock e por sempre usar roupas pretas. A própria corredora já comentou mais de uma vez sobre o seu amor pelo gênero musical, especialmente pela banda AC/DC.
Além de Tia Punk, nome dado a ela pelos meninos que viviam ao seu lado nas ruas, Ana também conquistou o famoso apelido pelo qual é amplamente reconhecida hoje: Animal. O apelido surgiu na época em que trabalhava limpando boates gays e aproveitava para se apresentar em shows como figurante.
Animal foi o pseudônimo escolhido pelas drags queens, visto que Ana Luiza era indomável e tinha um estilo animal. O apelido se consolidou enquanto morava nas ruas e andava de patins – andou 10 anos antes de começar a correr -, e é a forma como é mais conhecida atualmente.

### Programa da Hebe Camargo
Dois anos depois de instalada no Centro Olímpico, Ana deixou o local. Magic Paula não quis que a corredora morasse mais no lugar – por decisão da Secretaria de esportes, apenas atletas olímpicos deveriam morar ali -, o que gerou um grande atrito entre as duas.
Tempos depois, Paula chegou a participar do programa da Hebe Camargo e tentou se reconciliar com Garcez. Por sua vez, Ana nunca aceitou. Tinha acabado de sair da rua e não tinha para onde ir, o único local que podia chamar de lar era o Centro Olímpico. Animal não perdoou a ex-jogadora de basquete e a xingou no programa televisionado.

### Programa do Ratinho
Em janeiro de 2010, Ana Animal foi convidada para participar do game show “Nada Além da Verdade”, comandado na época por Carlos Roberto Massa, o Ratinho. Nele, a corredora teria que confessar todas as verdades. Se respondesse todas às perguntas, receberia um prêmio ao final. Com a ajuda de Fausto Camunha, Garcez ganhou o jogo e recebeu R$ 100 mil.

### Outras curiosidades
Ana Luiza é católica, mas não vai à igreja com frequência. Anos atrás, chegou a ser frequentadora assídua, considerada até “muito católica” como sempre reforça.
Quando se trata de futebol, é torcedora do Santos. Gosta muito do craque Pelé e, inclusive, já treinou com sua filha, Flávia Nascimento.
Uma vez, no Clube Círculo Militar de São Paulo, no Ibirapuera, Ana entrou no banheiro das mulheres. Entretanto, uma mulher segurou seu braço e a levou ao banheiro masculino. Inconformada com a situação, a atleta até chegou a perguntar, enfurecida, se a mulher queria que ela provasse que era uma mulher, e não um homem. A corredora, que na época usava cabelo black power, acredita que isso aconteceu por causa de suas roupas.
Mesmo viajando o mundo inteiro, Ana não é fluente em outros idiomas. Quando questionada sobre o assunto, ela diz que “mastiga chiclete”, arranhando um pouco de inglês e espanhol.
Adora dançar, mas diz que não leva jeito. Também ama o mundo LGBTQIA+, mesmo que não faça parte dele. Certa vez, ao participar de uma maratona gay, mentiu dizendo que era para poder competir. Gosta de se vestir de drag queen e ir à parada gay caracterizada.
Ana Luiza já cruzou com vários famosos em sua trajetória. Além de Gugu, já teve contato com Rafael Ilha e Fábio Assunção, o qual encontrou em uma palestra administrada pela prefeitura na Cracolândia. Nela, Animal foi fazer uma palestra para um grupo de psicólogos sobre a experiência em lidar com pessoas de rua e usuárias de drogas.
A esportista também teve um breve encontro com o príncipe Harry. Em 2012, quando a jornalista e fotógrafa Fernanda Paradizo foi cobrir a Maratona de Londres, conseguiu um credenciamento para Ana ficar no Media Center. Com toda a movimentação da prova, chegaram os cadeirantes e o príncipe Harry estava no local para a premiação.
Ao vê-lo, com o rosto colado na grade, Animal - vestida dos pés à cabeça com roupas representando o Brasil e com um chapéu com as cores da Inglaterra -, o chamou. Ele foi até ela e beijou sua mão. Além disso, comentou que tinha gostado de suas roupas e que tinha estado no Brasil pouco tempo antes. Não há fotos na mídia, mas Ana guarda uma foto tremida, tirada de seu celular, que registra o príncipe aproximando-se dela.
A corredora tentou tirar os meninos da gangue das ruas, no entanto, nenhum deles seguiu o mesmo caminho que ela. Por outro lado, conseguiu resgatar um menino da rua, Maicon. Hoje, ele mora nos Estados Unidos, comprou casa e carro. Agradecido pela ajuda de Garcez, já a convidou para morar com ele. Contudo, Ana tem outros planos para concretizar antes. Um deles é o sonho de entrar no “Big Brother Brasil”, reality show da Rede Globo. A esportista espera ganhar o programa e sair com o grande prêmio em dinheiro.
Animal chama a atenção por seu jeito extrovertido, mas não só por isso: a atleta adora usar roupas coloridas. Onde foi criada, todos tinham que usar roupas iguais, o que Ana não gostava, uma vez que queria ser diferente. Muitas vezes, a corredora complementa seus looks coloridos com acessórios, a exemplo de seus grandes óculos sem lentes. É um estilo único, dificilmente a atleta passa despercebida pela multidão.
Ana Luiza parece ser durona, mas é muito sensível. Às vezes lembra da gangue de meninos que a acompanhava nas ruas e chora. Conta seus amigos nos dedos das mãos, tem Fausto Camunha como um padrinho, Heloisa Galvão como madrinha, Fernanda Paradizo como irmã e Wanderlei Oliveira como treinador e parceiro de maratonas.